# 古蔺河
古蔺河，是中国长江流域的一条河流，汇入赤水河，属于赤水河水系。河长62千米，流域面积1350平方千米，多年平均流量20立方米每秒。自然落差700米。